# Trichosteleum neocaledonicum
Trichosteleum neocaledonicum är en bladmossart som beskrevs av Thériot 1921. Trichosteleum neocaledonicum ingår i släktet Trichosteleum och familjen Sematophyllaceae. Inga underarter finns listade i Catalogue of Life.